# 山手 (神戸市)
山手（やまて）は、兵庫県神戸市垂水区にある町名。一丁目から八丁目がある。郵便番号は655-0891。

## 地理
垂水区の南部に位置する。南北に長い住宅地域である。六丁目から八丁目までは福田川左岸に位置する。二丁目と三丁目の中心を、南北に福田川の河岸段丘崖が走っている。すぐ南側にはJR神戸線と山陽電気鉄道本線が通り、東垂水駅がある。東は東垂水、泉が丘、南は平磯、西は中道、福田川を挟んで馬場通、野田通大町 (神戸市)、福田 (神戸市)、北は乙木に接する。住居表示が実施されている。

## 歴史
- 1930年（昭和5年）4月から1933年（昭和8年）1月 - 東垂水区第二耕地整理組合によって福田川左岸の東垂水町字川中、字川原、字大坪、字中道、字坂上、字山脇、字這上リの各地域が耕地整理された[6]。その総面積は6万1千坪であり、1万1千7百坪の道路が新たに整備された[4]。東垂水町であったころ、それらの地域は西から東へ川中通、川原 (神戸市)通、坂上通、中道通、山手通と称された[4]。
- 1965年（昭和40年）9月14日 - 台風24号に刺激を受けた秋雨前線により集中豪雨。住宅街で23カ所のがけ崩れが発生。9世帯が避難[7]。
- 1970年（昭和45年） - 住居表示実施と共に東垂水町字山田、字大門、字山脇より山手一丁目から三丁目が成立した[6][8]。
- 1980年（昭和55年） - 一丁目から六丁目となった[8]。1981年（昭和56年）に、一丁目から七丁目となった[8]。
- 1984年（昭和59年） - 一丁目から八丁目が設置される。[8]。

### 町名の変遷
| 実施後     | 実施年月日             | 実施前                         |
| ---------- | ---------------------- | ------------------------------ |
| 山手一丁目 | 1970年（昭和45年）6月  | 東垂水町字山田、字大門、字山脇 |
| 山手二丁目 | 1970年（昭和45年）6月  | 東垂水町字山田、字大門、字山脇 |
| 山手三丁目 | 1970年（昭和45年）6月  | 東垂水町字山田、字大門、字山脇 |
| 山手四丁目 | 1980年（昭和55年）8月  | 東垂水町（一部）               |
| 山手五丁目 | 1980年（昭和55年）8月  | 東垂水町（一部）               |
| 山手六丁目 | 1980年（昭和55年）8月  | 東垂水町（一部）               |
| 山手七丁目 | 1981年（昭和56年）8月  | 東垂水町（一部）               |
| 山手八丁目 | 1984年（昭和59年）11月 | 東垂水町（一部）               |

## 世帯数と人口
2021年（令和3年）12月31日現在の世帯数と人口は以下の通りである。
| 町丁       | 世帯数    | 人口    |
| ---------- | --------- | ------- |
| 山手一丁目 | 221世帯   | 400人   |
| 山手二丁目 | 155世帯   | 198人   |
| 山手三丁目 | 291世帯   | 475人   |
| 山手四丁目 | 198世帯   | 406人   |
| 山手五丁目 | 263世帯   | 485人   |
| 山手六丁目 | 168世帯   | 306人   |
| 山手七丁目 | 103世帯   | 191人   |
| 山手八丁目 | 124世帯   | 277人   |
| 計         | 1,483世帯 | 2,738人 |

## 小・中学校の学区
市立小・中学校に通う場合、学区は以下の通りとなる。
| 丁目   | 番        | 小学校               | 中学校               |
| ------ | --------- | -------------------- | -------------------- |
| 一丁目 | 1番〜3番  | 神戸市立東垂水小学校 | 神戸市立垂水東中学校 |
| 一丁目 | 4番〜8番  | 神戸市立垂水小学校   | 神戸市立垂水中学校   |
| 二丁目 | 1番、6番  | 神戸市立垂水小学校   | 神戸市立垂水中学校   |
| 二丁目 | 2番〜5番  | 神戸市立高丸小学校   | 神戸市立垂水中学校   |
| 三丁目 | 全域      | 神戸市立高丸小学校   | 神戸市立垂水中学校   |
| 四丁目 | 1番〜6番  | 神戸市立高丸小学校   | 神戸市立垂水中学校   |
| 四丁目 | 7番〜10番 | 神戸市立東垂水小学校 | 神戸市立垂水東中学校 |
| 五丁目 | 1番〜7番  | 神戸市立高丸小学校   | 神戸市立垂水中学校   |
| 五丁目 | 8番〜10番 | 神戸市立東垂水小学校 | 神戸市立垂水東中学校 |
| 六丁目 | 全域      | 神戸市立高丸小学校   | 神戸市立垂水中学校   |
| 七丁目 | 全域      | 神戸市立高丸小学校   | 神戸市立垂水中学校   |
| 八丁目 | 全域      | 神戸市立福田小学校   | 神戸市立垂水東中学校 |

## 交通
地域内に鉄道、バス路線は通っていないが、一丁目の南端の道を挟んだ向かいに山陽電鉄東垂水駅がある。

## 施設
寺社
- 継孝院 - 山手二丁目1番24号

公園
- 東垂水展望公園